# Liste der Abgeordneten zum Vorarlberger Landtag (VII. Gesetzgebungsperiode)
Diese Liste der Abgeordneten zum Vorarlberger Landtag listet die Abgeordneten zum Vorarlberger Landtag in der siebten Gesetzgebungsperiode von 1890 bis 1897 auf.

## Landtagsabgeordnete
| Name                   | Wahlklasse1 | Region                | Anmerkung                                         |
| ---------------------- | ----------- | --------------------- | ------------------------------------------------- |
| Beck Gebhard           | SM          | Feldkirch             |                                                   |
| Berchtold Bartholomäus | LG          | Bregenz-Bregenzerwald | gestorben am 11. August 1895                      |
| Bösch Engelbert        | LG          | Feldkirch-Dornbirn    |                                                   |
| Büchele Josef          | LG          | Bregenz-Bregenzerwald | bis 1896                                          |
| Dietrich Ignaz         | LG          | Bludenz-Montafon      |                                                   |
| Fetz Andreas           | SM          | Bregenz               | bis 1892                                          |
| Fink Jodok             | LG          | Bregenz-Bregenzerwald |                                                   |
| Fink Jodok Anton       | LG          | Bregenz-Bregenzerwald |                                                   |
| Greissing Johann Georg | LG          | Bregenz-Bregenzerwald |                                                   |
| Heinzle Josef          | LG          | Feldkirch-Dornbirn    | bis 1895                                          |
| Kohler Johann          | LG          | Bregenz-Bregenzerwald | ab 1896 als Nachfolger von Bartholomäus Berchtold |
| Nägele Jakob           | LG          | Feldkirch-Dornbirn    |                                                   |
| Reisch Martin          | LG          | Bludenz-Montafon      |                                                   |
| Rhomberg Adolf         | SM          | Bregenz               | ab 1890 auch Vorarlberger Landeshauptmann         |
| Rudigier Josef Othmar  | LG          | Feldkirch-Dornbirn    | ab 1895 als Nachfolger von Josef Heinzle          |
| Rüf Ferdinand          | LG          | Bludenz-Montafon      |                                                   |
| Schapler Gottfried     | LG          | Bludenz-Montafon      |                                                   |
| Schmid Theodor         | SM          | Bregenz               | ab 1892 als Nachfolger von Andreas Fetz           |
| Thurnher Johannes      | LG          | Feldkirch-Dornbirn    |                                                   |
| Thurnher Josef Andreas | LG          | Bludenz-Montafon      | ab 1896 als Nachfolger von Ignaz Dietrich         |
| Thurnher Martin        | SM          | Dornbirn              |                                                   |
| Waibel Johann Georg    | SM          | Dornbirn              |                                                   |
| Welte Peter Paul       | LG          | Feldkirch-Dornbirn    |                                                   |
| Wolf Josef             | SM          | Bludenz               | bis 1886                                          |
| Zobl Johann Nepomuk    | Virilstimme |                       |                                                   |

1 SM ... Städte und Märkte
  LG ... Landgemeinden